# Arno
L'Arno és un riu de la Toscana, a Itàlia. Neix al Monte Falerone, als Apenins, i descriu un meandre cap al sud, que passa per Arezzo. La segona part del seu curs s'orienta cap a l'oest i passa per Florència, Empoli i Pisa just abans de la desembocadura a la Mediterrània, a 10 km al nord de Liorna.
El seu cabal és molt irregular. A Rosano, a la sortida dels Apenins, les mesures extremes són 0,56 m³/s (mínim) i 3.540 m³/s (màxim). Les fortes pluges transformen l'Arno en un torrent que inunda regularment Florència, com fou el cas el 1966, en què a la ciutat el cabal del riu era de 4.500 m³/s. Preses construïdes més amunt han permès d'atenuar els riscs.
Els seus dos principals afluents són el Sieve (60 km) i el Bisenzio (49 km), que passa per Prato.